# Marie Schmidt (Schauspielerin, 1853)
Marie Schmidt, geborene Marie Müller, (13. November 1853 in Dresden – 11. September 1935 in Darmstadt) war eine deutsche Theaterschauspielerin.

## Leben
Schmidt, die Tochter der Schauspieler und Sänger Leonardo und Friederike Müller, geborene Fabricius, war seit ihrem dritten Lebensjahr bühnentätig.
Mit 15 erhielt sie ihr erstes selbstständiges Engagement am Sommertheater in Bromberg, wo sie als „Wilhelm“ im Vetter debütierte. Von 1874 bis 1875 wirkte sie in Augsburg, von 1876 bis 1881 in Königsberg, von 1882 bis 1885 am Hoftheater in Schwerin und von 1885 bis 1890 am Stadttheater in Hamburg.
Mit 31 Jahren ging sie ins ältere Fach über und war zehn Jahre am Hoftheater Karlsruhe beschäftigt. 1901 trat sie in den Verband des Deutschen Volkstheaters.
Sie war eine verlässliche, bühnensichere Schauspielerin, die geradeso wie früher im Liebhaber- und Soubrettenfach auch im Fach der komischen Alten und weiblichen Charakterrollen viel Anerkennung und Beifall fand. Sowohl in humoristischen als auch in ernsten Rollen kam ihr Talent zur besten Geltung. Von ihren Hauptrollen seien erwähnenswert: „Frau Wolf“ im Biberpelz, „Großmama“, „Hanne“ in Wie die Alten sungen, „Albine“ in Bartel Turaser etc.